# السياسة في أسيا

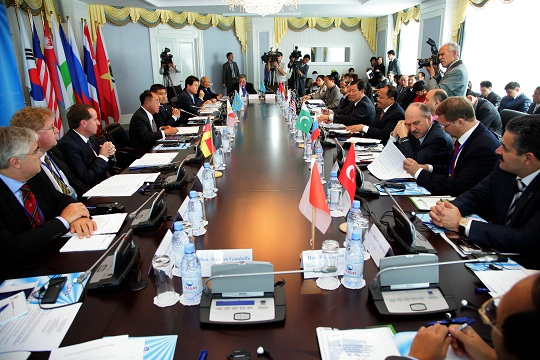
الاجتماع الحادي عشر للجنة الدائمة للمنتدى الآسيوي لحوار التعاون في الأستانا: سياسة التعاون في قارة آسيا المتنوعة.

السياسة في آسيا متعددة للغاية كما هو متوقع من يابسة ضخمة ذات تنوع سكاني.
يوجد في آسيا ملكيات دستورية وملكيات مطلقة وأنظمة الحزب الواحد والدول الاتحادية وديمقراطيات ليبراليةودكتاتوريات عسكرية لا تتلاءم مع حضارة عصر ما بعد الحداثة.
يوجد تاريخ غائر في القدم في جميع أنحاء آسيا فقد ظهر فيها أوائل الأنظمة السياسية البارزة في العالم في بلاد ما بين النهرين.
كما يوجد الكثير من الظروف السياسية في آسيا اليوم تأثرت بالاستعمار والإمبريالية في الماضي، مع احتفاظ بعض الدول بعلاقات وثقية مع حكامها الاستعماريين السابقين، في حين أن الآخرين تورطوا في حروب استقلال مريرة مع المستعمر. 
توجد توترات مستمرة في العديد من مناطق آسيا مثل الصراعات على بحر الصين الجنوبي وكشمير وتايوان والتبتوكوريا الشمالية.